# William Francis Channing

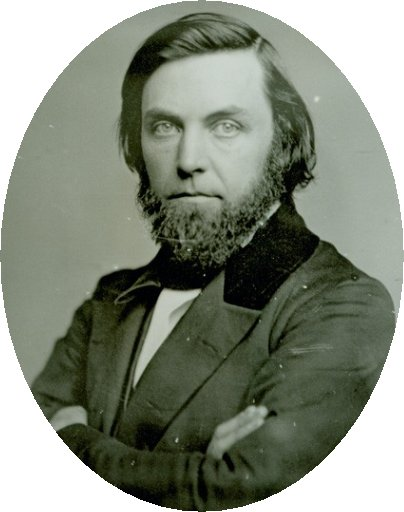
William Francis Channing, 1847

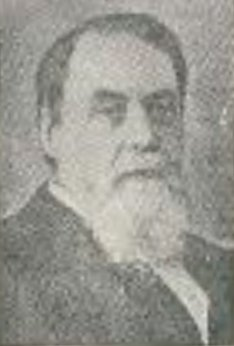
William Francis Channing, 1900

William Francis Channing (* 22. Februar 1820 in Boston, Massachusetts; † 19. März 1901 ebenda) war ein US-amerikanischer Arzt und Erfinder.
William Francis Channing war der Sohn des Geistlichen und Schriftsteller William Ellery Channing (1780–1842) und Urenkel von William Ellery (1727–1820), einem der Gründerväter der Vereinigten Staaten.
William Francis Channing studierte an der Harvard University (Abschluss 1839) und der University of Pennsylvania School of Medicine (M.D. als Abschluss 1844). 1849 veröffentlichte er die Schrift Notes on the Medical Application of Electricity. Er ließ sich verschiedene Erfindungen patentieren, darunter finden sich ein elektrischer Feuertelegraph (gemeinsam mit Moses Gerrish Farmer, 1857), eine Schiffseisenbahn (1866), ein tragbarer elektromagnetischer Telegraph (1877) und ein Telephon (1877). Letzteres Patent verkaufte er an Alexander Graham Bell.
Channing wurde 1849 in die American Academy of Arts and Sciences gewählt.
Channing war zweimal verheiratet. Aus der ersten Ehe stammt eine Tochter, aus der zweiten Ehe drei Kinder, darunter die Schriftstellerin Grace Ellery Channing (1862–1937). Channing starb an Lungenentzündung in einem Krankenhaus in Boston. Sein Grab befindet sich auf dem Mount Auburn Cemetery in der Nähe von Boston.